# أليكسا بليس
اليكسيس كوفمان (بالإنجليزية: Alexa Bliss)‏ (9 أغسطس 1991) هي مصارعة أمريكية محترفة. تلعب مع شركة دبليو دبليو إي تحت اسم «اليكسا بليس»، مسجلة حاليا في القسم راو.
في مايو 2013، وقعت كوفمان عقدا مع WWE، في مركز الأداء WWE في أورلاندو، فلوريدا. في مايو 2015، كانت فريق في NXT فريق مع ابطال الفرق الابطال بليك وميرفي، وبذلك أصبحت صديقة لهم. قدمت ظهورها الأول مرة في القائمة الرئيسية على سماكدوان في يوليو 2016، واختيرت للفوز بطولة نساء سماكداون ضد بيكي لينش في ديسمبر كانون الأول عام 2016.

## النشأة
ولدت كوفمان ونشأت في كولومبوس، أوهايو. وشاركت في الرياضة منذ سن الخامسة، وتنافست في الكرة اللينة، والمسار، والكيك بوكسينغ، والجمباز. في التشجيع، ووصلت وضع القسم الأول في الكلية. أمضت بعض الوقت في كمال الاجسام التنافسية، وتنافست في أرنولد كلاسيك. عانت كوفمان من اضطراب في الأكل تهدد الحياة عندما كانت أصغر سنا، ولكن كمال الاجسام ساعدها في التغلب علي ذلك.

## مهنة مصارعة المحترفين

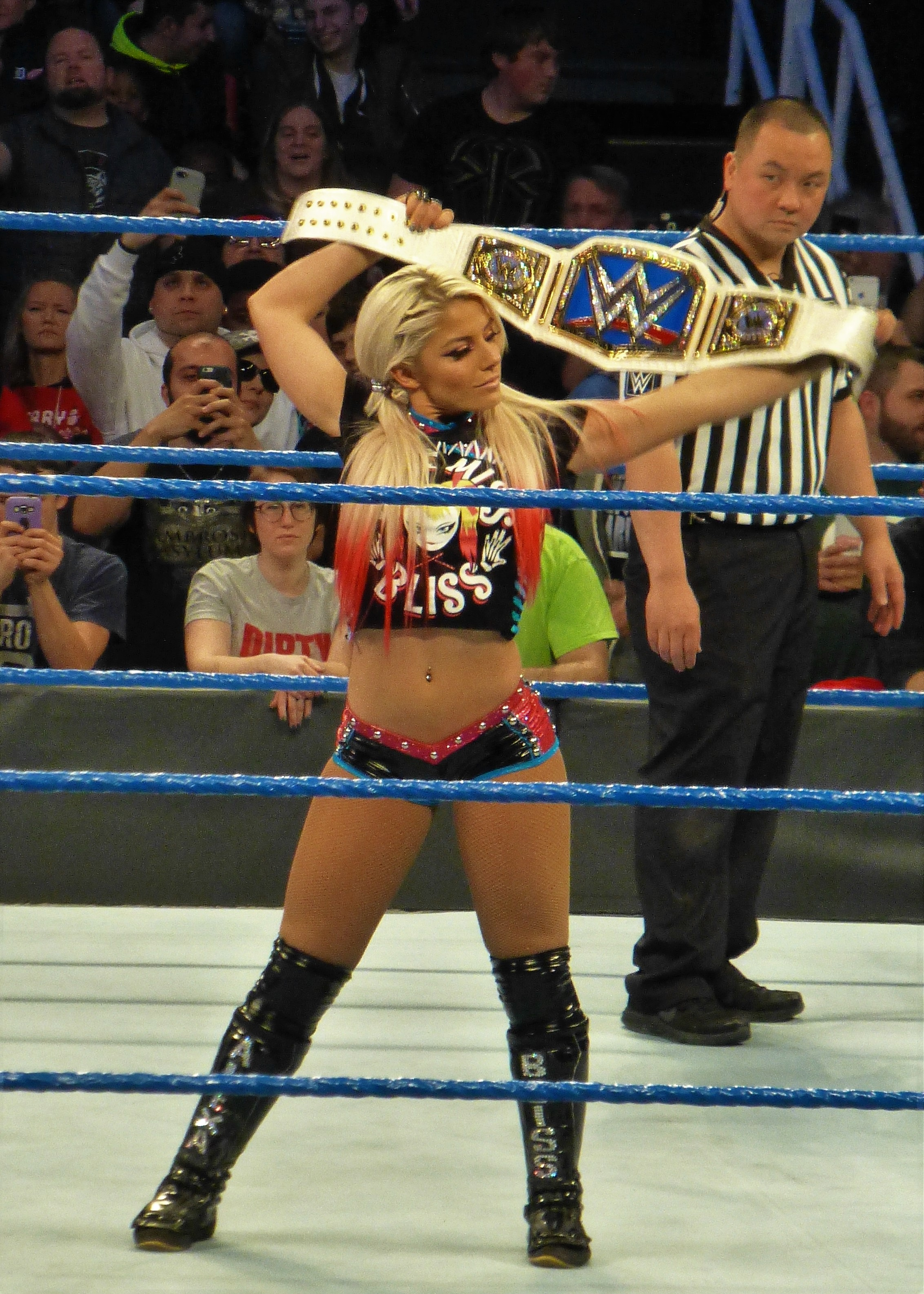
بليس بطلة سماكداون للسيدات في ديسمبر 2016

### NXT
ووقعت كوفمان مع شركة في القسم NXT WWE مايو 2013 وقدم تقريرا إلى wwe التنموية، NXT. وفي يوليو 24 حلقة من NXT، مسجلة في 20 حزيران، جعلت هي أول ظهور لها عبر التلفزيون، وقد تنافست مع بطلة نساء ان اكس تي بايج في أول مباراه لها لكنها خسرت. في أغسطس، وأضافت إلى الصفحة NXT قائمة WWE.com باسم اليكسا بليس.
انها لعبت دور مذيع حلقة لم يكشف عن اسمه للحلقة 20 نوفمبر من NXT. وجاء لها أول ظهور تلفزيوني على القائمة الرئيسية في راسلمينيا 30 يوم 6 أبريل عام 2014، عندما لعبت دور خادمات تربل اتش عند المدخل الرئيسي وكان معها شارلوت فلير وساشا بانكس. وقالت انها قدمت لها تلفزيونيا في حلقة لأول مرة في الحلقة 8 مايو من NXT، وتنافست في البطولة النسائية NXT الشاغرة. هزمت البطلة السابقة اليشيا فوكس في الجولة الأولى، لكنها خسرت أمام شارلوت في الدور نصف النهائي. في الحلقة 19 يونيو من NXT، هزمت بليس ساشا بانكس على الرغم من التدخل من سمر راي وشارلوت.
بعد توقف دام شهرين من الحلبة بسبب الإصابة، عادت بليس في يوم 11 مارس 2015 حلقة من NXT، هزمت كارميلا. في الأسبوع التالي، هزمت بطلة NXT ساشا بانكس من قبل العد في مباراة ليست على اللقب، مما أدى إلى حصولها على مباراة البطولة ضد بانكس في 25 مارس اذار والتي فقدت فيها وعيها. في الحلقة 13 مايو من NXT، هزمت بليس كارميلا بعد الهاء من بليك وميرفي. يوم 20 مايو، في NXT الاقتباس في: لا يمكن وقفها، ساعدت بليس بليك وميرفي في الاحتفاظ بطولات ضد انزو أموري وكولين كاسادي، وتشكيل تحالف معهم، وقد اصيبت في هده المباراة في كاحلها. في الحلقة 3 يونيو من NXT، بليس مرة أخرى هزمت كارميلا، مع بليك وميرفي في الزاوية لها. في الحلقة 29 يوليو من NXT، ساعدت بليس بليك وميرفي الاحتفاظ بطولات ضد وفود فيلانز (ايدن انجليش وسيمون غوتش)، وصفعت كلا من ايدن انجلش وسيمون غوتش بعد المباراة. تم منح فود فيلانز مباراة العودة لبطولة ان اكس تي للفرق ضد بليك وميرفي في NXT : TAKE OVER BROCLYEN، الذي فاز بعد تمزق السراويل الزرقاء مما منع اليكسا في التدخل في المباراة وأدى ذلك إلى مباراة بين الاثنين، حيث ستذهب بليس لهزيمة ماندي روز في مباراة الفردي على الحلقة 2 سبتمبر من NXT
خلال شهر أكتوبر ونوفمبر، قدمت بليس عداء مع بايلي على بطولة النساء NXT، وبعد توقف بليس الاحتفال بايلي حول مباراة لها في NXT الاقتباس في: احترام، يواجهها وتفيد لديها نصب عينيها تعيين على البطولة بعد أن خسرت بليس لصالح بايلي في ستة أشخاص سمة المباراة مختلط فريق، وهما واجهوا في الحدث الرئيسي في حلقة 18 نوفمبر من NXT، حيث كانت اليكسا تنجح في الاستيلاء على البطولة. على 13 يناير 2016، حلقة من NXT، تنافست بليس في معركة الملكي عدد متنافس واحد، والتي فاز بها كارميلا. بعد أن خسر بليك وميرفي إلى أوستن اريز وشينسوكي ناكامورا على حلقة 18 مايو من NXT، وتخلت بليس عن وبليك ميرفي، حل رسميا الثلاثي. بعد أسبوع واحد على حلقة 25 مايو من NXT، بليس تنافست في مباراة التهديد الثلاثي ضد نيا جاكس وكارميلا لتحديد المنافس رقم واحد لبطولة NXT النسائية ضد اسكا NXT الاقتباس في: النهاية، التي فازت بها جاكس في الحلقة 17 أغسطس من NXT، وتنافست في ستة امرأة في مباراة فريق جنبا إلى جنب مع داريا برانتون، وماندي روز، الذي هزموا على يد كارميلا، ليف مورغان، ونيكي جلين كروز، والتي ستكون أيضا مباراتها الأخيرة في NXT.

### بطولة سيدات سماك داون(2016-الآن)
بعد هزيمتها الاخيرة في NXT تم اختياره في تقسيم المصارعين إلى عرض سماكداون المباشر كجزء من مشروع WWE 2016 التي وقعت في 19 تموز، أدلى بليس ظهورها لأول مرة قائمة الرئيسية في عروض سماكداون المباشر في 26 تموز، حيث واجهت بيكي لينش وقد فازت بها بسبب الهاء من ايفا ماري. بعد أسبوعين، حققت بليس أول فوز لها على القائمة الرئيسية بفوزه على لينش بعد أن حلت محل إيفا ماري في مباراة على الحلقة 9 أغسطس من سماكدوان. قدمت اليكسا بليس لها لأول مرة الدفع لكل عرض في سمر سلام 2016 في ستة امرأة في مباراة فريق بطاقة عندما تعاونت مع ناتاليا ونيكي بيلا في محاولة الفوز على بيكي لينش وكارميلا ونعومي.
و من ثم حدد شين مكمان بطولتين جديدتان في عرض سماكداون بطولة للسيدات وبطولة للفرق الزوجية وتم تحديده هي و 6 منافسين اخرين في عرض باكلاش تم اقصاءها في أول المباراة وفازت بها بيكي لينش. بعد يومين في الحلقة 13 سبتمبر من سماكدوان، فازت بليس مباراه خماسية بين نيكي بيلا ونتاليا ونعومي وكارميلا لتحديد المنافس الأول علي اللقب النسائي في عرض نو ميرسي التي تحمله بيكي لينش. ولكن نظرا لتعرض لينش لاصابة في كتفها، وإعادة جدولة مباراة للحلقة 8 نوفمبر من سماكدوان. لينش دافعت بنجاح عن اللقب ضد اليكسا، وإن كان ذلك بشكل مثير للجدل، كما أن الحكم لم ير قدم بليس "على الحبل السفلي عندما قدمت إلى المناورة ضد لينش. في الحلقة 15 نوفمبر من سماكدوان، وبدأ نساء الرو بطلة النساء شارلوت فلير في الصف الأول في الحلبة خلال مباراة بين نيكي بيلا وكارميلا، التي تلت ذلك مشاجرة بين جميع أعضاء فريق النساء الرو، حيث جعل فريق النساء سماكدوان كانوا لهم بالمرصاد. في الدفع لكل عرض، سيرفايفر سيريس، خسر فريق النساء سماكداون لفريق النساء الرو. في الحلقة 22 نوفمبر من سماكدوان، وأبلغت بليس مفوض سماكداون المباشر شين مكمان أن مباراة لها ضد لينش لبطولة علي بطولة النساء سماكدوان يحدد موعد لها في TLC دفع مقابل المشاهدة. في هذا الحدث، هزمت بليس بيكي لينش في مباراة تحطيم الطاولات وأصبحت بطلة سماكدوان النساء الجديدة. وبدأت قصة حيث تستخدم على حد سواء لينش وبليس وسيلة للتحايل جديدة تسمى "لا لوتشا دورا" لمواجهة بعضها البعض في مباريات بينما كان يحاول إخفاء هوياتهم. كما اشتد الخلاف مع لينش، سيدة أخرى ترتدي زي لا لوتشا دورا بدأت مساعدة بليس. في يناير الحلقة 17 من سماكدوان، خسرت لينش مباراة اللقب الصلب قفص بسبب لا لوتشا دورا بالاعتداء عليها. ثم كشفت بيكي لينش النقاب عن هذة المصارعة المقنعة ليتبين لها انها صدمة لها ولكل جماهير الاتحاد اتضح انها البطلة السابقة ميكي جيمس.

## وسائل الاعلام الاخري
وقدمت اليكسا بليس ظهورها في العاب الفيديو في لعبة المصارعة WWE 2K 2017 وهي تصارع فرديا.

## الحياة الشخصية
لقد كانت في صغرها تحب عالم ديزني وكانت تشهد المصارعة الحرة في صغرها وكانت تحب تريش ستراتس وري ميستريو كثيرا وتعتبرهما مثلهما الاعلي.
وفي يناير 2017 كشفت انها قد خطبت لزميلها السابق في NXT ميرفي والمعروف حاليا باسم ماثيو ادامز في اتحاد ROH

## الانجازات والبطولات
- بطولة سيدات سماك داون (مرتين)
- بطولة سيدات رو (3 مرات)
- ماني إن ذا بانك النسائية
- الفرق الزوجية للسيدات (2 مرات)

## وصلات خارجية
- أليكسا بليس على موقع IMDb (الإنجليزية)
- أليكسا بليس على موقع ميوزك برينز (الإنجليزية)
- أليكسا بليس على موقع قاعدة بيانات الفيلم (الإنجليزية)
- أليكسا بليس على موقع دبليو دبليو إي (الإنجليزية)
- أليكسا بليس على موقع WrestlingData.com (الإنجليزية)
- أليكسا بليس على موقع CageMatch worker (الإنجليزية)
- أليكسا بليس على موقع قاعدة بيانات المصارعة على الإنترنت (الإنجليزية)
- أليكسا بليس على موقع عالم المصارعة على الإنترنت (الإنجليزية)
- أليكسا بليس على موقع عالم المصارعة على الإنترنت (الإنجليزية)

- ـ down\alexa bliss/ اليكسا بليس في موقع WWE